# Клиповая культура
Клиповая культура (англ. clip culture) — термин, предложенный Элвином Тоффлером для описания культуры развитых стран, определяемой господством свойственного для средств массовой коммуникации способа представления и восприятия информации. Особенности клиповой культуры — мозаичность и фрагментарность образа, его яркость и кратковременность, быстрая смена другими; алогичность, разрозненность, отрывочность информации, растворение её целостных моделей. 

## История понятия
Предпосылки описания феномена клиповой культуры содержатся в работе Маршалла Маклюэна «Галактика Гутенберга»: «…общество, находясь на современном этапе развития, трансформируется в „электронное общество“ или „глобальную деревню“ и задает, посредством электронных средств коммуникации, многомерное восприятие мира. Развитие электронных средств коммуникации возвращает человеческое мышление к дотекстовой эпохе, и линейная последовательность знаков перестаёт быть базой культуры».
Один из первых вариантов определения понятия клиповой культуры в явном виде предложил в своей книге «Третья Волна» американский социолог и футуролог Элвин Тоффлер. Тоффлер представляет термин «Клиповая культура» и понимает его как характерное для информационного общества «принципиально новое явление, рассматривающееся в качестве составляющей общей информационной культуры будущего, основанной на бесконечном мелькании информационных отрезков и комфортной для людей соответствующего склада ума». Исследователь обращает внимание на растворение единых медийных моделей в пользу множественных некогерентных вспышек, отрывков информации — клипов.

## Клиповое мышление
В российских источниках для обозначения особенностей мышления пребывающего в клиповой культуре человека нередко употребляются связанные термины клиповое мышление (сознание), введённые в оборот Фёдором Гиренком. Употребление этих терминов обычно подразумевает негативную, критическую оценку подобного мышления.
В России одним из первых термин «клиповое сознание» употребил российский философ Фёдор Гиренок. Гиренок называет клиповым «мышление, реагирующее только на удар». Российский культуролог Константин Фрумкин выделяет пять предпосылок появления клипового мышления: возрастание информационного потока, связанного с развитием технологического процесса; потребность в новой актуальной информации и скорости её получения; увеличение разнообразия поступающей информации; увеличение количества дел, которыми человек может заниматься одновременно; рост демократии и диалогичности на разных уровнях социальной системы.
Другая точка зрения связана с утверждением, что клиповые характеристики восприятия, понимания, сознания современных людей являются не столько «глобальным новообразованием», сколько восстановлением естественных процессов в психике человека. Вячеслав Букатов, подчёркивая объективность позиции Маклюэна, добавляет, что первые дискретные успехи по настойчивой реанимации прежнего докнижного стиля в культурном укладе общества «возникли задолго до появления компьютерных игр и социальных сетей».
Основная масса публикаций, в которых используются понятия «клиповое сознание», «клиповое мышление», связана с русскоязычными источниками и авторами. Возведение их тезисов к работам Маклюэна и Тоффлера критикуется рядом других исследователей как носящее спекулятивный характер, а само понятие и его предмет как ненаучное.